# لیمون پیمونته
لیمون پیمونته (به ایتالیایی: Limone Piemonte) یک کومونه در ایتالیا است که در استان کونیو واقع شده‌است.

## خصوصیات
لیمون پیمونته ۷۱٫۳ کیلومترمربع مساحت و ۱٬۵۷۲ نفر جمعیت دارد.